# هنري لاندرو
هنري ديزيريه لاندرو (Henri Désiré Landru؛ باريس، 12 أبريل 1869 - فرساي، 25 فبراير 1922) قاتل متسلسل فرنسي معروف باسم «اللحية الزرقاء».

## النشأة
ولد لاندرو في باريس. بعد خروجه من المدرسة، أمضى أربع سنوات في الجيش الفرنسي 1887-1891. بعد تسريحه من الخدمة، بدأ علاقة مع ابنة عمه. أنجبت له بنتاً، ورغم ذلك لم يتزوجها لاندرو، وتزوج من امرأة أخرى بعد عامين ورزق بأربعة أبناء. نصب عليه مالياً رب عمل محتال. فبدأ هو نفس بالنصب، بالاحتيال عادة على الأرامل المسنات. وقد حكم عليه بالسجن لمدة سنتين في عام 1900 بعد القبض عليه وادانته بالاحتيال، وهو الحكم الأول من إدانات عديدة من هذا النوع. بحلول عام 1914، هجرته زوجته ويعمل تاجر أثاث مستعمل.

## جرائم قتله
بدأ لاندرو بوضع إعلانات في أقسام القلوب الوحيدة بصحف باريس، وعادة من قبيل «أرمل لديه طفلان، يبلغ 43 من العمر، ذو دخل مريح وجدي ويتحرك في المجتمع طيب، يرغب بلقاء أرملة بهدف الزواج». في خضم الحرب العالمية الأولى، قـُتل العديد من الرجال في الخنادق، تاركين الكثير من الأرامل يمكن أن يكونوا فريسة للاندرو.
أغوى لاندرو النساء اللائي جئن إلى فيلته الباريسية، وبعد أن يمنح مدخلاً إلى أموالهن، يقتلهن ويحرق جثثهن المقطعة الأوصال في فرنه. ما بين عامي 1914 و 1918، ادعي على لاندرو بقتل 11 ضحية: 10 نساء بالإضافة إلى فتى وهو ابن لإحدى ضحاياه. مع عدم وجود الجثث، أدرج الضحايا في عداد المفقودين، كان من المستحيل تقريباً على الشرطة أن تعرف ما حدث لهم، فقط استخدم لاندرو مجموعة متنوعة من الأسماء المستعارة في مخططاته. كانت أسماءه المستعارة عديدة لدرجة أنه اضطر إلى الاحتفاظ بدفتر يسرد جميع النساء اللائي التقى معهن وأي هوية معين استخدمها لكل امرأة.
في عام 1919، حاولت مدام بويسون شقيقة إحدى ضحايا لاندرو تعقب شقيقتها المفقودة. لم تكن تعرف اسم لاندرو الحقيقي لكنها عرفت ظهوره وأين عاش، أقنعت الشرطة في نهاية المطاف باعتقاله. في البداية، اتهم لاندرو فقط بالاختلاس. رفض الحديث إلى الشرطة، ومع عدم وجود جثث (نبشت الشرطة حديقة منزله دون نتيجة)، لم تبدُ هنالك أدلة كافية لاتهامه بالقتل. إلا أن رجال الشرطة عثروا في نهاية المطاف قطع مختلفة من الأوراق التي تسرد نساءً مفقودات، بما في ذلك مدام بويسون، وبجمعها مع وثائق أخرى، بنت في النهاية ما يكفي من الأدلة لاتهامه بالقتل.

## محاكمة وإعدام
حوكم لاندرو ب11 تهمة بالقتل في نوفمبر تشرين الثاني 1921. أدين بكل التهم الموجهة إليه وحكم عليه بالإعدام وأعدم بالمقصلة بعد ثلاثة أشهر في فرساي. أثناء محاكمته خطط لاندرو رسماً لمطبخه، يتضمن الموقد الذي اتهم بحرق ضحاياه فيه. وأعطى هذا الرسم لأحد محاميه، أوغست نافيار دو تروي. في ديسمبر 1967 نـُشر الرسم، كتب لاندرو بقلم الرصاص على ظهرها «ليس من وراء الجدار يحدث شيء ما، ولكن الواقع في الفرن شيء ما احترق». وقد فسر ذلك بأنه اعتراف من لاندرو على جرائمه.

## روابط خارجية
- هنري لاندرو على موقع إن إن دي بي (الإنجليزية)